# Franc Pulko
Franc Pulko, slovenski častnik, veteran vojne za Slovenijo, pesnik in pisatelj, * 28. maj 1950, Maribor, † 12. avgust 2012, Ljubljana.